# محمد علی (بوکسور)
محمد علی (انگلیسی: Mohamed Aly؛ زادهٔ ۱۹ فوریهٔ ۱۹۷۵) بوکسور اهل مصر است.
از افتخارات وی میتوان به کسب مدال نقره در بازی‌های المپیک تابستانی ۲۰۰۴ اشاره کرد.